# Turkey Scratch
Turkey Scratch är en oinkorporerad ort i Phillips County, Arkansas, USA belägen vid Highway 243 nära gränsen till Lee County.

## Kända personer från Turkey Scratch
- Levon Helm, trummis och sångare i The Band, föddes i Elaine men växte upp i Turkey Scratch[1]
- Robert Lockwood Jr, bluesgitarrist och -sångare, föddes i Turkey Scratch